# Новодевични манастир
Новодевични манастир или Манастир Смоленске Богородице (руски: Новоде́вичий монасты́рь, Богоро́дице-Смоле́нский монасты́рь) је један од најпознатијих манастира у Москви и клаустара у целој Русији. Назив "Новодевични" му је дат како би се разликовао од женског клаустра Манастира Вознесења у Московском Кремљу који је био познат као "Стародевични манастир". Како је његова архитектура из 16. и 17. века остала готово нетакнута, 2004. године уписан је на УНЕСКО-в Списак места Светске баштине у Европи.

## Историја
Новодевични манастир основао је Василије III Иванович, велики кнез Москве, 1524. године у част освајања Смоленска 1514. године. Изграђен је као утврђење на завоју реке Москве и постао је важан део јужних одбрамбених зидина руске престонице. У њему су живеле многе сестре и супруге руских владара које су се пре, или након њихове власти биле приморане заредити.
Године 1610. заузели су га Пољаци, а по ослобођењу следеће године у њему је смештена стална стража од 100 (касније 350) стрелаца (цтрельцы́), руске гарде. Средином 17. века многе опатице из украјинских и белоруских манастира су пресељене ту. До краја 17. века Новодевични манастир је поседовао 36 села у 27 управних јединица Ујезда (уе́зд), укључујући 14.489 кметова.
Год. 1724. у манастиру је основана болница за руске војнике и официре и женско сиротиште, а 1763. у њему је живело 84 опатица, 35 лаика, 78 пацијената и слуга. Сваке године држава је манастиру додељивала 1500 рубаља, 1300 хлеба, затим 680 рубаља и 480 хлеба за више од 250 сирочића.
У 19. веку је Девично поље испред манастира постало популарно зимско клизалиште. Год. 1871. браћа Филатјеви су донирали новац за оснивање школе сиротишта, а опатице су основале дом за старије и немоћне опатице и лаике.
Год. 1922., Бољшевици су затворили манастир и претворили га у "Музеј еманципације жена" који је 1926. године постао Музеј историје и уметности. Већина просторија је претворено у станове, што је сачувало манастир. Год. 1943., Стаљин је, у духу оживљавања руске цркве, подржао оснивање Московског теолошког института у Новодевичном манастиру, а 1945. Катедрала Вазнесења је враћена верницима.
Год. 1994., монахиње су се вратиле у манастир који је данас под управом Митрополије Крутиција и Коломне.

## Одлике
Најстарија грађевина у манастиру је Катедрала посвећена икони Смоленске Богородице, изграђена од 1524—1525. године. Она је централна црква на шест стубова с пет купола, а њене фреске су једне од најлепших у Москви.
Већина осталих грађевина су изграђене после 1680. године када је манастир опсежно обновљен за време царице Софије Алексејевне, сестре Петра Великог, која је ту становала. Тада су подигнуте црвене зидине, окруњени торњеви, две раскошне цркве на порталу зидина, рефекторијум и стамбене просторије у московском барокном стилу. Катедрала је тада добила позлаћени баптистеријум, иконостас, а њена четири стуба је украсио Борис Годунов, док су пети осликали водећи руски иконописци, Симеон Ушаков и Фјодор Зубов. Изграђен је и витки осмороугаони звоник на шест спратова висине од 72 метра.
У Новодевичном гробљу сахрањене су многе славне особе: Сергеј Соловјов, Денис Давидов и Алексеј Брусилов (сахрањени унутар зидина), затим Антон Чехов, Николај Гогољ, Петар Кропоткин, Никита Хрушчов, Сергеј Прокофјев, Дмитриј Шостакович, Константин Станиславски, Борис Јељцин и Мислав Ростропович (у новој некрополи изван зидина).
- Осмороугаони торањ (1689—1690)
- Рефекторијум
- Црква Христовог Вазнесења
- Дормиториј
- Јужни портал с Госпином црквом